# Bejlerbej

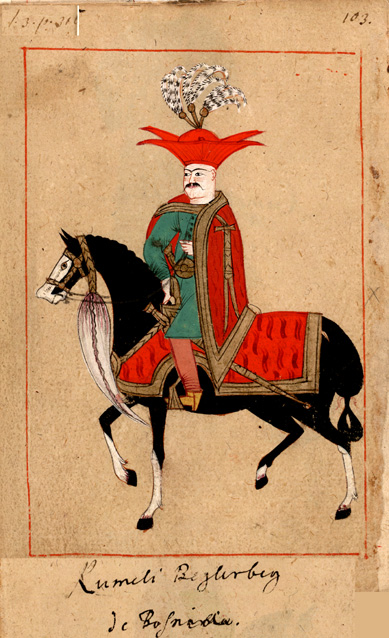
Wizerunek Bejlerbeja Ejaletu Bośni (1657)

Bejlerbej, (także beglerbeg, beglerbej, tur. beylerbeyi, pol. bej bejów, pan panów) – nadawany przez sułtana tytuł oraz stanowisko namiestnika prownicji Imperium Osmańskiego odpowiedzialnego za utrzymanie porządku, wymierzanie sprawiedliwości oraz rozdzielanie lenn w danej prowincji. W trakcie wojny odpowiedzialny był za zebranie i dowodzenie oddziału na bazie lenników który służyli w armii sułtana. Stanowisko bejlerbeja było najbardziej prestiżowym i dochodowym wśród prowincjonalnych urzędów Imperium.

## Historia
We wczesnych źródłach osmańskich brak informacji o tym tytule. Kronika z końca XV wieku sugeruje że w XIV wieku tytuł ten oznaczał dowódcę wojskowego. Prawdopodobnie do około roku 1400 bejlerbej zaczął oznaczać 'głównego namiestnika prowincji' jednak nie było to zastąpienie poprzedniego znaczenia tylko jego rozszerzenie, nadrzędnym zadaniem namiestnika było nadal dowodzenie lennikami którzy w zamian za lenno mieli stawić się pod jego sztandarem.
W XV i XVI wieku objęcie stanowiska sandżakbeja zwyczajowo było niezbędne dla osób które chciały następnie otrzymać awans na bejlerbeja. W 1570 około 80% bejlerbejów objęło urząd po pozycji sandżakbeja, w 1580 trend uległ zmianie i nominaci z pałacu oraz dworów zaczęli przeważać liczebnie, do 1630 około 25% bejlerbejów uzyskiwało ten urząd będąc wcześniej zatrudnionymi w niższych urzędach prowincjonalnych. Lennicy mieszkający w swoim sandżaku gromadzili się pod sztandarem swojego sandżakbeja który walczył pod sztandarem bejlerbeja swojej prowincji. Po upływie około trzyletniej kadencji sandżakbeja, bejlerbej wystosowywał rekomendacje w sprawie objęcia przez niego nowego sandżaku.
Sułtan niemal zawsze dokonywał wyboru wezyrów z grona bejlerbejów, w dalszym okresie Imperium niektórzy bejlerbejowie otrzymywali tytuł wezyra w wyniku czego mieli zwierzchnictwo nad bejlerbejami z sąsiednich prowincji. Wśród bejlerbejów istniała hierarchia na podstawie kolejności ziem które zostały wcielone do Imperium, nie wiadomo jednak czy miało to inne znaczenie oprócz ceremonialnego. Bejlerbej Rumelii był wśród nich najważniejszy i od 1536 miał prawo do zasiadanie w Dywanie.
W momencie nadanie nowy bejlerbej otrzymywał także pakiet dochodów które pobierał ze swojej prowincji. Urząd bejlerbeja w niektórych przypadkach pozwalał na zarobienie ponad miliona akcze. W 1475 bejlerbej Rumelii uzyskiwał 32 tysiące dukatów dochodu oraz co najmniej kilka dodatkowych tysięcy uzyskiwanych od osób którym nadał urzędy w tym od kapitanów swoich oddziałów.
Sułtan miał pełną dowolność w mianowaniu nowych bejlerbejów, urząd nie był dziedziczny ani dożywotni. Stanowisko to nie wiązało się z nadaniem terytorialnym dla namiestnika w związku z czym w momencie odwołania tracił wszystkie korzyści związane z tym stanowiskiem.